# Showbiz (album)
Showbiz là album đầu tay của ban nhạc người Anh, Muse, được phát hành ở Anh ngày 4 tháng 10 năm 1999. Được thu âm vào giữa tháng 4 và 5 tại RAK Studios và Sawmills Studio và sản xuất bởi John Leckie và Paul Reeve. Album đạt được vị trí thứ 29 trên Bảng xếp hạng Album của Anh.

## Danh sách bài hát
Tất cả các ca khúc được viết bởi Matthew Bellamy.
| Phiên bản gốc | Phiên bản gốc                 | Phiên bản gốc |
| STT           | Nhan đề                       | Thời lượng    |
| ------------- | ----------------------------- | ------------- |
| 1.            | "Sunburn"                     | 3:54          |
| 2.            | "Muscle Museum"               | 4:23          |
| 3.            | "Fillip"                      | 4:01          |
| 4.            | "Falling Down"                | 4:33          |
| 5.            | "Cave"                        | 4:46          |
| 6.            | "Showbiz"                     | 5:16          |
| 7.            | "Unintended"                  | 3:57          |
| 8.            | "Uno"                         | 3:37          |
| 9.            | "Sober"                       | 4:04          |
| 10.           | "Escape"                      | 3:31          |
| 11.           | "Overdue"                     | 2:26          |
| 12.           | "Hate This and I'll Love You" | 5:09          |

| Phiên bản iTunes / Phiên bản mp3 của muse.mu | Phiên bản iTunes / Phiên bản mp3 của muse.mu | Phiên bản iTunes / Phiên bản mp3 của muse.mu |
| STT                                          | Nhan đề                                      | Thời lượng                                   |
| -------------------------------------------- | -------------------------------------------- | -------------------------------------------- |
| 13.                                          | "Spiral Static"                              | 4:44                                         |

| Phiên bản Nhật | Phiên bản Nhật                | Phiên bản Nhật |
| STT            | Nhan đề                       | Thời lượng     |
| -------------- | ----------------------------- | -------------- |
| 10.            | "Spiral Static"               | 4:44           |
| 11.            | "Escape"                      | 3:31           |
| 12.            | "Overdue"                     | 2:26           |
| 13.            | "Hate This and I'll Love You" | 5:09           |

| Benelux edition bonus CD | Benelux edition bonus CD  | Benelux edition bonus CD |
| STT                      | Nhan đề                   | Thời lượng               |
| ------------------------ | ------------------------- | ------------------------ |
| 1.                       | "Host"                    | 4:17                     |
| 2.                       | "Coma"                    | 3:35                     |
| 3.                       | "Pink Ego Box"            | 3:32                     |
| 4.                       | "Forced In"               | 5:10                     |
| 5.                       | "Agitated"                | 2:23                     |
| 6.                       | "Yes Please"              | 3:05                     |
| 7.                       | "Fillip" (Live)           | 3:46                     |
| 8.                       | "Do We Need This?" (Live) | 4:12                     |

## Vị trí trên các bảng xếp hạng và chứng nhận
| Chart (2000)            | Vị trí cao nhất | Chứng nhận |
| ----------------------- | --------------- | ---------- |
| UK Albums Chart         | 29              | BPI: Vàng  |
| Australian Albums Chart | 28              | ARIA: Vàng |
| Dutch Albums Chart      | 53              |            |
| French Albums Chart     | 59              |            |
| Irish Albums Chart      | 46              |            |
| Norwegian Albums Chart  | 38              |            |

## Lịch sử ra mắt
| Vùng       | Ngày tháng          | Hãng đĩa       | Định dạng | Catalog          |
| ---------- | ------------------- | -------------- | --------- | ---------------- |
| Pháp       | 6 tháng 9 năm 1999  | Naïve          | CD        | NV 3211-1        |
| Đức        | 20 tháng 9 năm1999  | Motor          | CD        | 547 979-4        |
| Nga        | 20 tháng 9 năm1999  | Motor          | CD        | 547 979-4        |
| Thổ Nhĩ Kỳ | 20 tháng 9 năm1999  | Motor          | CD        | 547 979-4        |
| Ukraine    | 20 tháng 9 năm1999  | Motor          | CD        | 547 979-4        |
| Mỹ         | 28 tháng 9 năm 1999 | Maverick       | CD        | 0 9362-47382-2 0 |
| Anh        | 4 tháng 10 năm 1999 | Taste/Mushroom | CD        | MUSH59CD         |
| Anh        | 4 tháng 10 năm 1999 | Taste/Mushroom | LP        | MUSH59LP         |
| Anh        | 4 tháng 10 năm 1999 | Taste/Mushroom | CS        | MUSH59MC         |
| Anh        | 4 tháng 10 năm 1999 | Taste/Mushroom | MD        | MUSH59MD         |
| Benelux    | 4 tháng 10 năm 1999 | PIAS           | CD        | 481.2001.20      |
| Japan      | 4 tháng 10 năm 1999 | Avex Trax      | CD        | AVCM-65057       |